# Šerm na Letních olympijských hrách 1952
Šerm na Letních olympijských hrách 1952.

## Medailisté

### Muži
| Kategorie            | Zlato | Stříbro | Bronz |
| -------------------- | --- | --- | --- |
| Fleret - jednotlivci | Christian d'Oriola · Francie (FRA)                                                                                               | Edoardo Mangiarotti · Itálie (ITA)                                                                                             | Manlio Di Rosa · Itálie (ITA)                                                                                              |
| Kord - jednotlivci   | Edoardo Mangiarotti · Itálie (ITA)                                                                                               | Dario Mangiarotti · Itálie (ITA)                                                                                               | Oswald Zappelli · Švýcarsko (SUI)                                                                                          |
| Šavle - jednotlivci  | Pál Kovács · Maďarsko (HUN) | Aladár Gerevich · Maďarsko (HUN)                                                                                               | Tibor Berczelly · Maďarsko (HUN)                                                                                           |
| Fleret - družstvo    | Francie (FRA) · Christian d'Oriola · Jacques Lataste · Jéhan Buhan · Claude Netter · Jacques Noël · Adrien Rommel                | Itálie (ITA) · Giancarlo Bergamini · Antonio Spallino · Manlio Di Rosa · Giorgio Pellini · Edoardo Mangiarotti · Renzo Nostini | Maďarsko (HUN) · Endre Palócz · Tibor Berczelly · Endre Tilli · Aladár Gerevich · József Sákovics · Lajos Maszlay          |
| Kord - družstvo      | Itálie (ITA) · Roberto Battaglia · Carlo Pavesi · Franco Bertinetti · Giuseppe Delfino · Dario Mangiarotti · Edoardo Mangiarotti | Švédsko (SWE) · Berndt-Otto Rehbinder · Bengt Ljungquist · Per Carleson · Carl Forssell · Sven Fahlman · Lennart Magnusson     | Švýcarsko (SUI) · Otto Rüfenacht · Paul Meister · Oswald Zappelli · Paul Barth · Willy Fitting · Mario Valota              |
| Šavle - družstvo     | Maďarsko (HUN) · Bertalan Papp · László Rajcsányi · Rudolf Kárpáti · Tibor Berczelly · Aladár Gerevich · Pál Kovács              | Itálie (ITA) · Giorgio Pellini · Vincenzo Pinton · Renzo Nostini · Mauro Racca · Gastone Darè · Roberto Ferrari                | Francie (FRA) · Maurice Piot · Jacques Lefèvre · Bernard Morel · Jean Laroyenne · Jean Francois Tournon · Jean Levavasseur |

### Ženy
| Kategorie            | Zlato                          | Stříbro                        | Bronz                            |
| -------------------- | ------------------------------ | ------------------------------ | -------------------------------- |
| Fleret - jednotlivci | Irene Camberová · Itálie (ITA) | Ilona Eleková · Maďarsko (HUN) | Karen Lachmannová · Dánsko (DEN) |

### Přehled medailí
| Pořadí | Země            | Zlato | Stříbro | Bronz | Celkově |
| ------ | --------------- | ----- | ------- | ----- | ------- |
| 1.     | Itálie (ITA)    | 3     | 4       | 1     | 8       |
| 2.     | Maďarsko (HUN)  | 2     | 2       | 2     | 6       |
| 3.     | Francie (FRA)   | 2     | 0       | 1     | 3       |
| 4.     | Švédsko (SWE)   | 0     | 1       | 0     | 1       |
| 5.     | Švýcarsko (SUI) | 0     | 0       | 2     | 2       |
| 6.     | Dánsko (DEN)    | 0     | 0       | 1     | 1       |